# مستر بين (مسلسل رسوم متحركة)
مستر بين معروف أيضاً باسم مستر بين: المسلسل المتحرك (بالإنجليزية: Mr. Bean)‏ هو مسلسل رسوم متحركة من إنتاج Tiger Aspect Productions

## الشخصيات
- مستر بين (صوت روان أتكينسون، شربل أيوب في النسخة العربية) - شخصية العنوان الذي يقدم بطل المسلسل الرئيسي. يريد كل بيئة محيطة به أن تكون نظيفة وخالية من المشاكل.
- تيدي - صديق مستر بين الأفضل مدى الحياة. كرفيق محشو، يفترضه مستر بين حي.
- سيدة جوليا ويكيت (صوت سالي غريس، جيهان الملا في النسخة العربية) - سيدة الأرض المهينة لمستر بين، امرأة عجوز في عمر 95 التي تقدم كخصم رئيسي. إنها المالكة للقط الأعور الشرير المسمى سكرابر. إنها نادراً ما تكون جيدة بالنسخة لمستر بين. عرضها التلفزيوني المفضل هو مصارعة.
- إرما غوب (صوت ماتيلدا زيغلار، سيلفانا فلفلة في النسخة العربية)
- الجيران
- توتاتي
- الإيمائي
- مالك المطعم (الصوت العربي: زياد منذر) متكبر، مالك أمريكي فرنسي الذي يملك مطعم فرنسي فاخر. إنه شخص فرنسي نمطي; يكون متكبر وجشع. يحتقر مستر بين في بعض الحلقات بسبب الحماقات. في جميع الحلقات التي يظهر فيها، يعطي الزبون الفاتورة التي لا يستطيعون دفعها. حواره مسموع جداً وعماله يتضمنون طباخ بدين، نادل أشقر الشعر وعازفا كمان (أحدهما أحب إرما). ظهوره الأول في «الزائر»، الثانية «لقاء مثير»، بعدها «بين الفيروسي» كظهور أخير.
- مستر بود (صوت روان أتكينسون)

## وصلات خارجية
- الموقع الرسمي
- السيد بين على موقع IMDb (الإنجليزية)
- السيد بين على موقع ميتاكريتيك (الإنجليزية)
- السيد بين على موقع نتفليكس (الإنجليزية)
- السيد بين على موقع فيلمافينيتي (الإسبانية)
- السيد بين على موقع كينوبويسك (الروسية)
- السيد بين على موقع ألو سيني (الفرنسية)
- السيد بين على موقع قاعدة بيانات الفيلم (الإنجليزية)